# Melampyrum angustissimum
Melampyrum angustissimum är en snyltrotsväxtart som beskrevs av Günther von Mannagetta und Lërchenau Beck. Melampyrum angustissimum ingår i släktet kovaller, och familjen snyltrotsväxter. Inga underarter finns listade i Catalogue of Life.